# Santa Marinha (Seia)
Santa Marinha é uma vila portuguesa que foi sede da extinta Freguesia de Santa Marinha do Município de Seia, freguesia que tinha 10,49 km² de área e 991 habitantes (2011), tendo, assim, uma densidade populacional de 94,5 hab/km².
A freguesia foi extinta e agregada à Freguesia de São Martinho para criar a nova União das freguesias de Santa Marinha e São Martinho.
A povoação de Santa Marinha foi elevada à categoria de vila em 1999.
Fazia parte da antiga freguesia de Santa Marinha, além da vila de Santa Marinha, a pequena aldeia de Eirô.
Santa Marinha foi vila e sede de concelho entre 1190 e o início do século XIX. Este era constituído pelas freguesias de Paços da Serra, no actual município de Gouveia, e Santa Marinha. Tinha, em 1801, 2 021 habitantes.

## População
| Totais e grupos etários | Totais e grupos etários | Totais e grupos etários | Totais e grupos etários | Totais e grupos etários | Totais e grupos etários | Totais e grupos etários | Totais e grupos etários | Totais e grupos etários | Totais e grupos etários | Totais e grupos etários | Totais e grupos etários | Totais e grupos etários | Totais e grupos etários | Totais e grupos etários | Totais e grupos etários |
| ----------------------- | ----------------------- | ----------------------- | ----------------------- | ----------------------- | ----------------------- | ----------------------- | ----------------------- | ----------------------- | ----------------------- | ----------------------- | ----------------------- | ----------------------- | ----------------------- | ----------------------- | ----------------------- |
|                         | 1864                    | 1878                    | 1890                    | 1900                    | 1911                    | 1920                    | 1930                    | 1940                    | 1950                    | 1960                    | 1970                    | 1981                    | 1991                    | 2001                    | 2011                    |
| Total                   | 1 217                   | 1 233                   | 1 209                   | 1 108                   | 1 115                   | 1 198                   | 1 048                   | 1 246                   | 1 332                   | 1 277                   | 1 224                   | 1 045                   | 1 193                   | 1 175                   | 991                     |

| 0-14 anos | 15-24 anos | 25-64 anos | 65 e + anos |
| 145 \| 88 | 202 \| 98  | 547 \| 508 | 281 \| 297  |
| -39%      | -51%       | -7%        | +6%         |

## Património
- Pelourinho de Santa Marinha - pelourinho quinhentista;
- Capela de São José;
- Igreja de Santa Marinha;
- Casa quinhentista;
- Solares brasonados;
- Conjunto de signos cripto-judaicos.

## Personalidades
- José Mendes da Cunha Saraiva (1891-1962) - arqueólogo e historiador natural de Santa Marinha[3].

## Cultura
- Centro Interpretativo da Ovelha Serra da Estrela - inaugurado em 2023 e instalado num edifício que foi uma antiga cadeia e tribunal, este espaço museológico dedica-se a homenagear a raça ovina Serra da Estrela, o Queijo Serra da Estrela, a lã, a pastorícia e os pastores.